# Рамштайн, Марко
Ма́рко Рамшта́йн (нем. Marco Ramstein; 22 ноября 1978, Базель, Швейцария) — швейцарский кёрлингист, запасной в составе команды Швейцарии на Олимпийских играх 2002.

## Достижения
- Зимние Олимпийские игры: бронза (2002).
- Чемпионат мира по кёрлингу среди мужчин: серебро (2001).
- Чемпионат Европы по кёрлингу: серебро (2001), бронза (1993).
- Чемпионат Швейцарии по кёрлингу среди мужчин: золото (2004, 2010, 2011, 2012).

## Команды
| Сезон   | Четвёртый              | Третий           | Второй               | Первый          | Запасной                                                          | Турниры                     |
| ------- | ---------------------- | ---------------- | -------------------- | --------------- | ----------------------------------------------------------------- | --------------------------- |
| 2000—01 | Андреас Шваллер        | Маркус Эгглер    | Дамиан Грихтинг      | Кристоф Шваллер | Марко Рамштайн тренер: Роланд Мозер                               | ЧЕ 2000 (4 место)           |
| 2000—01 | Кристоф Шваллер        | Андреас Шваллер  | Дамиан Грихтинг      | Маркус Эгглер   | Марко Рамштайн тренер: Роланд Мозер                               | ЧМ 2001                     |
| 2001—02 | Андреас Шваллер        | Кристоф Шваллер  | Маркус Эгглер        | Дамиан Грихтинг | Марко Рамштайн тренер: Роланд Мозер                               | ЧЕ 2001 · ЗОИ 2002          |
| 2004—05 | Андреас Шваллер        | Кристоф Шваллер  | Маркус Эгглер        | Марко Рамштайн  | Роланд Мозер                                                      | ЧЕ 2004 (7 место)           |
| 2004—05 | Андреас Шваллер        | Кристоф Шваллер  | Марко Рамштайн       | Роланд Мозер    |                                                                   |                             |
| 2004—05 | Андреас Шваллер        | Маркус Эгглер    | Марко Рамштайн       | Кристоф Шваллер | Штефан Карнусян тренер: Роланд Мозер                              | ЧМ 2005 (7 место)           |
| 2008—09 | Jean-Nicolas Longchamp | Stefan Rudisuhli | Christian von Gunten | Марко Рамштайн  |                                                                   |                             |
| 2010—11 | Кристоф Шваллер        | Марко Рамштайн   | Роберт Хюрлиман      | Урс Айхгорн     | Рольф Изели, Доминик Андрес тренеры: Michael Reid, Кристоф Циссет | ЧШМ 2011                    |
| 2010—11 | Кристоф Шваллер        | Марко Рамштайн   | Роберт Хюрлиман      | Урс Айхгорн     | Тони Мюллер (ЧЕ) Свен Михель (ЧМ) тренер: Кристоф Циссет          | ЧЕ 2010 · ЧМ 2011 (7 место) |
| 2011—12 | Тони Мюллер            | Ян Хаузер        | Марко Рамштайн       | Юрг Бамерт      | Маркус Эгглер, Дамиан Грихтинг тренер: Маркус Эгглер              | ЧШМ 2012                    |
| 2011—12 | Тони Мюллер            | Ян Хаузер        | Марко Рамштайн       | Юрг Бамерт      | Бенуа Шварц тренер: Андреас Шваллер                               | ЧМ 2012 (9 место)           |

(скипы выделены полужирным шрифтом)